# 山梨県民主医療機関連合会
山梨県民主医療機関連合会（やまなしけんみんしゅいりょうきかんれんごうかい）は、全日本民主医療機関連合会（民医連）の地方組織であり、山梨県を活動地域とする。略称は山梨民医連。

## 概要
2020年6月現在、3病院、9医科・歯科診療所、5保険薬局、35介護事業所、1地域包括支援センター、1高齢者専用貸付住宅の54事業所と共立高等看護学院が加盟している。職員数は1,700人に及ぶ。
事務局は山梨県甲府市丸の内2丁目9-28勤医協駅前ビル6階に置く。

## 加盟組織
(この節の出典)
- 公益社団法人山梨勤労者医療協会 - 甲府市丸の内
  - 甲府共立病院
  - 巨摩共立病院
  - 石和共立病院
  - 共立高等看護学院
- 医療法人郡内共立福祉医療会 - 大月市猿橋町殿上
- 社会福祉法人やまなし勤労者福祉会 - 甲府市若松町
- 一般社団法人ワイエムピー（薬局法人） - 甲府市丸の内